# Ольхово-Рогское сельское поселение
Ольхово-Рогское сельское поселение — муниципальное образование в Миллеровском районе Ростовской области.
Административный центр поселения — село Ольховый Рог.

## Население
| 2010  | 2012  | 2013  | 2014  | 2015  | 2016  | 2017  | 2018  | 2019  |
| ----- | ----- | ----- | ----- | ----- | ----- | ----- | ----- | ----- |
| 2672  | ↘2635 | ↘2593 | ↘2528 | ↘2480 | ↗2487 | ↗2507 | ↘2477 | ↘2412 |
| 2020  | 2021  |       |       |       |       |       |       |       |
| ↘2357 | ↘2289 |       |       |       |       |       |       |       |

## Состав сельского поселения
| № | Населённый пункт  | Тип населённого пункта       | Население |
| - | ----------------- | ---------------------------- | --------- |
| 1 | Луки              | хутор                        | 53        |
| 2 | Никольская        | слобода                      | 660       |
| 3 | Новоалександровка | хутор                        | 45        |
| 4 | Новониколаевка    | хутор                        | 46        |
| 5 | Новоуколовка      | хутор                        | 25        |
| 6 | Ольховый Рог      | село, административный центр | 893       |
| 7 | Терновая          | слобода                      | 595       |
| 8 | Ярский            | посёлок                      | 355       |

### Упразднённые населённые пункты
- Аграновичи — упразднённый в 1981 году хутор
- Первоярский — упразднённый в 2004 году посёлок